# Station Groningen Europapark
Station Groningen Europapark is een spoorwegstation in de stad Groningen. De naam is afgeleid van de wijk Europapark. Tot augustus 2007 werd gesproken van Station Groningen Zuid. Het station ligt tussen het Helperpark en de Helperzoom aan de spoorlijn tussen station Groningen en de splitsing van de lijnen naar Zwolle en Nieuweschans.

## Geschiedenis

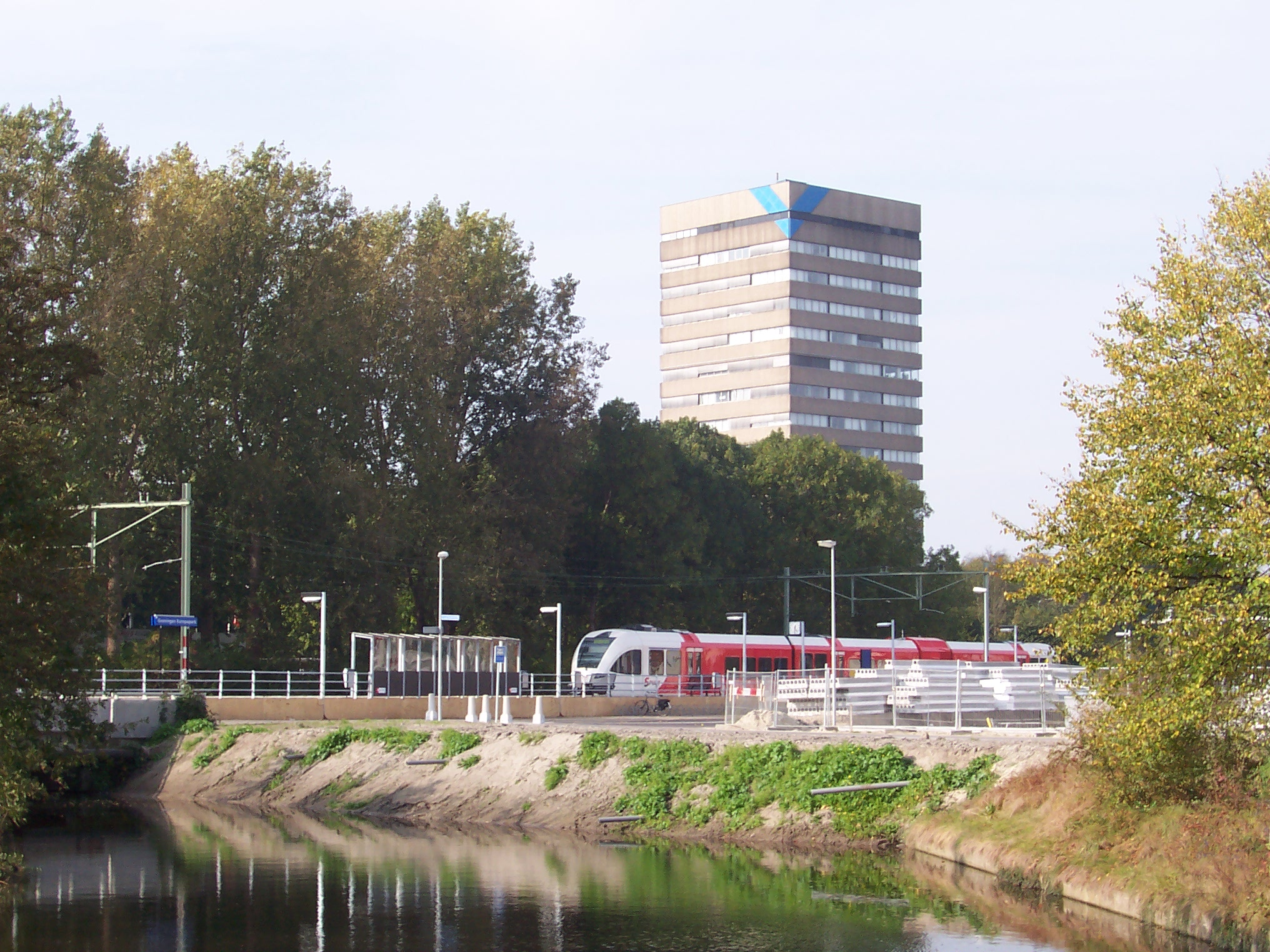
Het tijdelijke station Groningen Europapark (2007)

Het station zou in 2006 geopend worden, maar dat bleek niet haalbaar. Op 1 oktober 2007 werd een tijdelijke halte met een stopplaats voor bussen en een kiss-and-ride-halte geopend. Het was een eenvoudig perron aan één zijde van het spoor, waar alleen de stoptreinen van Arriva tussen Groningen, Bad Nieuweschans en Leer stopten.
De opening van het definitieve station ter hoogte van de Euroborg was voorzien voor december 2011, maar spoorbeheerder ProRail maakte in januari 2010 bekend dat de definitieve opening een jaar vertraagd werd. Op 4 oktober 2011 werd gestart met de feitelijke bouwwerkzaamheden. Op 9 december 2012, bij het ingaan van de dienstregeling 2013, is het definitieve station in gebruik genomen. Er stoppen sindsdien treinen van de spoorlijn Groningen - Zwolle. Het tijdelijke station is afgebroken.
Op 20 juli 2012 besloot de gemeenteraad het nieuwe stationsplein in het Europapark de straatnaam Harm Buiterplein te geven, naar de vroegere burgemeester Harm Buiter.

## Ontwerp

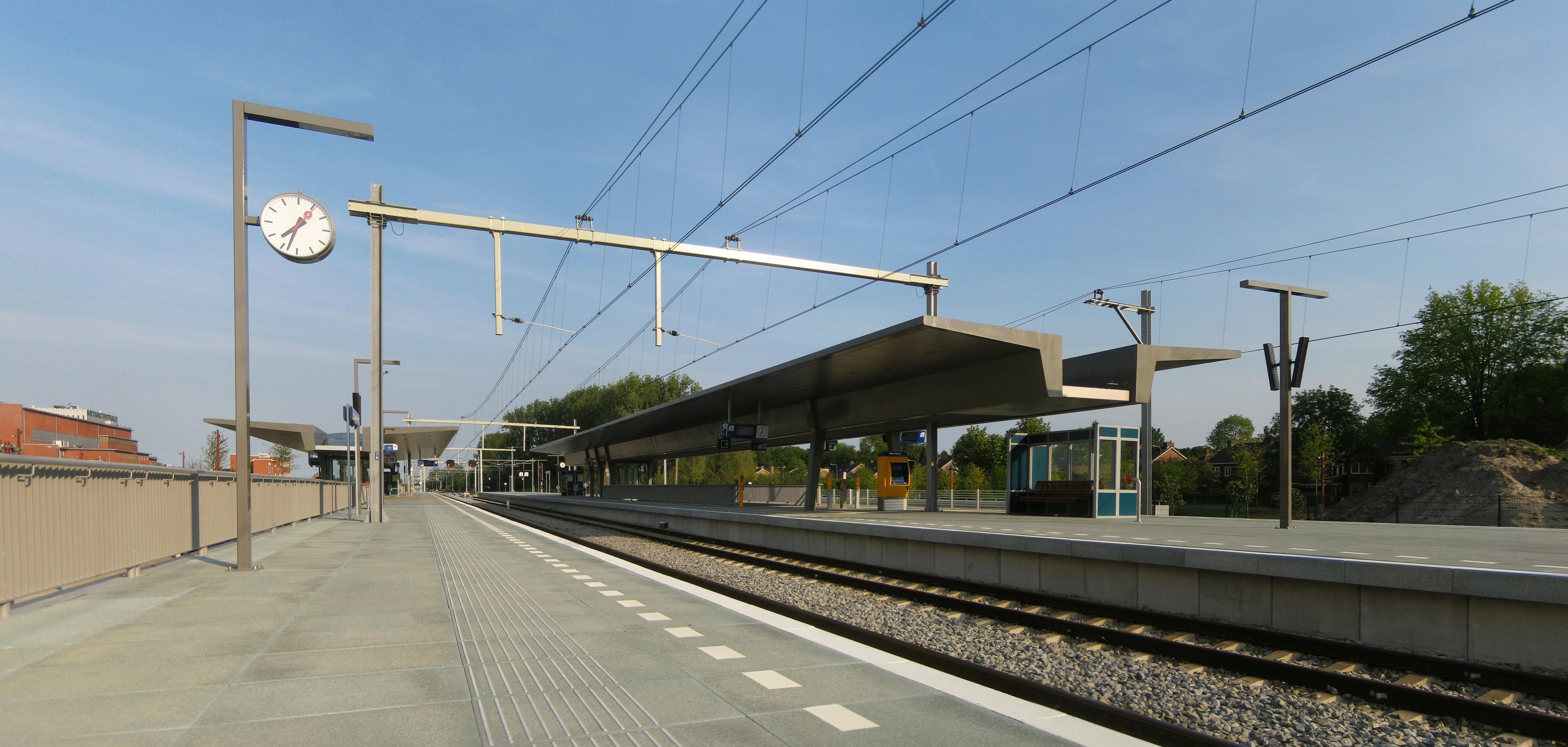
Groningen Europapark (2013) met de titanium stationskap

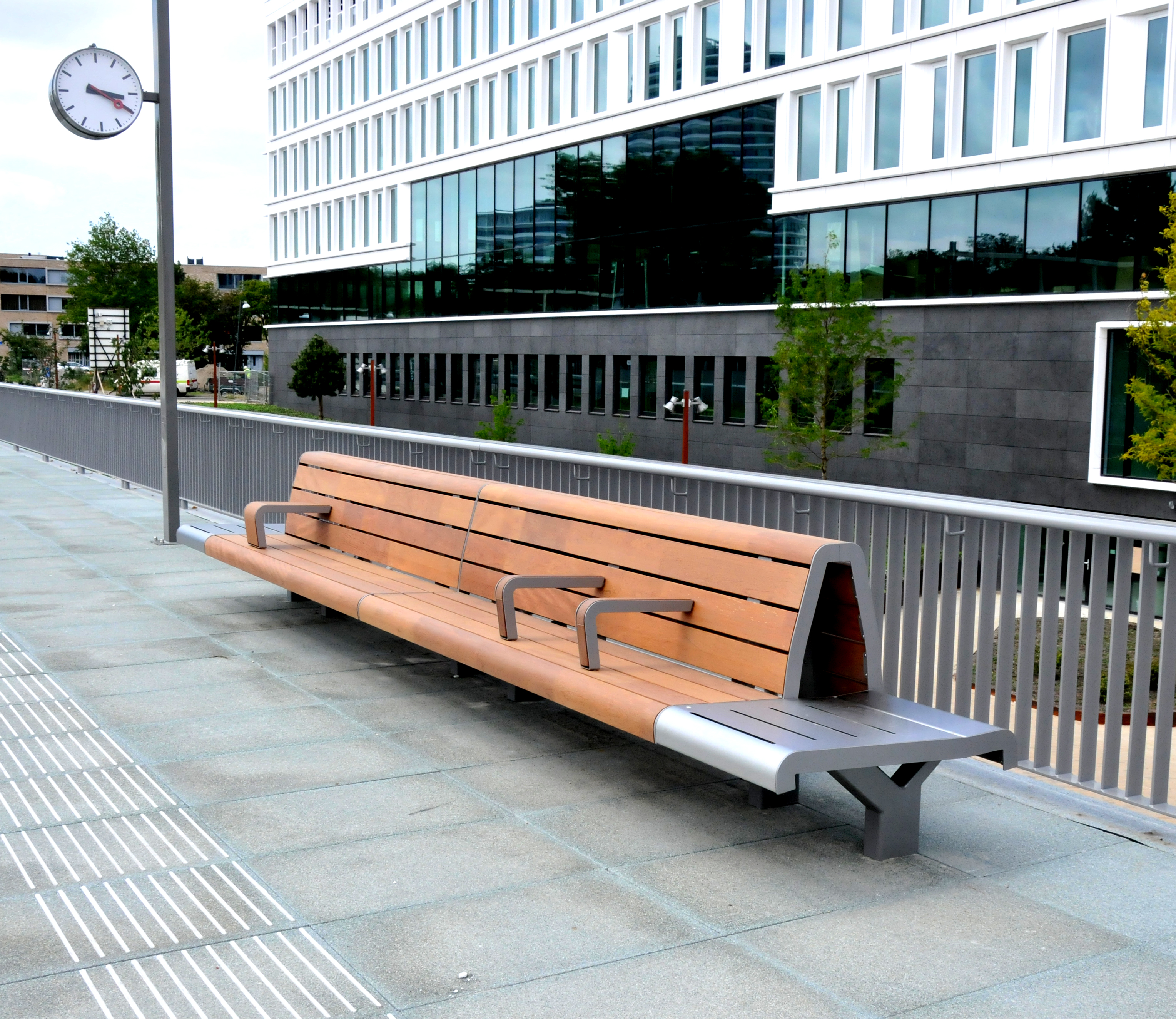
Nieuw model zitplaatsen

Het definitieve station ligt iets zuidelijker dan het tijdelijke station, op de kopse kant van de Boumaboulevard. Het heeft drie perronsporen: een zijperron (spoor 1) van 220 meter en een eilandperron (sporen 2 en 3) van 340 meter lengte. Het is mogelijk om aan de westzijde een vierde spoor met zijperron toe te voegen. Onder het station ligt een brede fiets- en voetgangerstunnel, waar zich ook de trappen en lift naar het eilandperron bevinden.
Het station is ontworpen door advies- en ingenieursbureau Movares. Voor de buitenruimte, die is ingericht als een 'stadstuin', is de dienst RO/EZ van de gemeente Groningen verantwoordelijk, terwijl Bureau NOL de in het gebouw geïntegreerde fietsenstalling ontwierp.
Karakteristiek voor het gebouw is de grote titanium stationskap met een overspanning van 36 meter. De kap bestaat uit twee zijvleugels met overkragingen van bijna 11 meter en een spanwijdte van 13 meter. Alle camera's, verlichting en leidingen werden vrijwel volledig geïntegreerd in deze vleugels, die onderling verbonden worden door een glazen middendeel dat daglicht toelaat.
Groningen Europapark is een van de eerste stations in Nederland met een ander model zitmeubels voor de passagiers. Proeven daarmee waren genomen op de stations Amsterdam Bijlmer ArenA en Leiden Centraal. Deze zitmeubels verschijnen op 85 stations.
Op de Dag van de Architectuur 2013 werd aan station Groningen Europapark de eerste prijs toegekend van zowel vak- als publieksjury. Uit 18 genomineerden werd het daarmee verkozen tot het beste nieuwe gebouw in de stad Groningen van het jaar 2013.

## Uitbreiding van het station
De bouw van het station is onderdeel van het project Kolibri, bedoeld om het openbaar vervoer in de regio Groningen - Assen te verbeteren. Binnen dat project is aan het station Europapark een belangrijke rol toegedacht. Mede ter ontlasting van het Hoofdstation zou de lijn van Leeuwarden naar Groningen worden doorgetrokken tot dit nieuwe station. De lijnen van Groningen naar Delfzijl en  Roodeschool worden in de plannen gekoppeld aan de lijn naar Winschoten en Veendam. Hierdoor zouden alle Groninger lijnen dit station aandoen en zou er dus een frequente dienst ontstaan tussen Groningen Noord, station Groningen en Groningen Europapark. 
Op 14 maart 2014 werd door staatssecretaris Wilma Mansveld van Infrastructuur en Milieu een samenwerkingsovereenkomst gesloten met NS, ProRail, gemeente en provincie over 'mega-ombouw' van het stationsgebied bij het Hoofdstation Groningen. In samenhang daarmee komt er een vierde spoor tussen dat station en station Groningen Europapark en in het verlengde hiervan een extra zijperron. Het vierde spoor en het extra zijperron is op 4 juni 2020 in gebruik genomen.

## Afbeeldingen

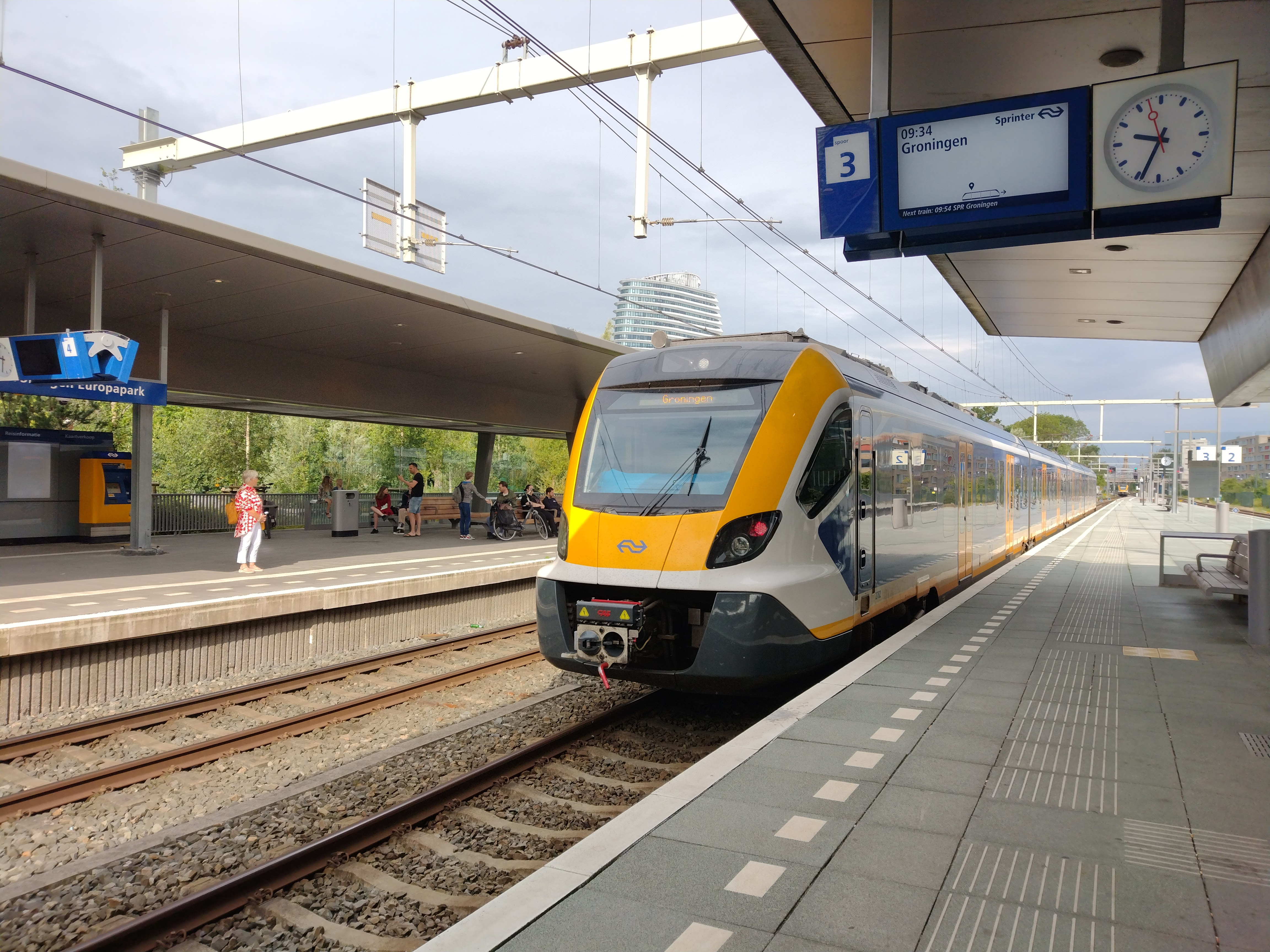
SNG op het station
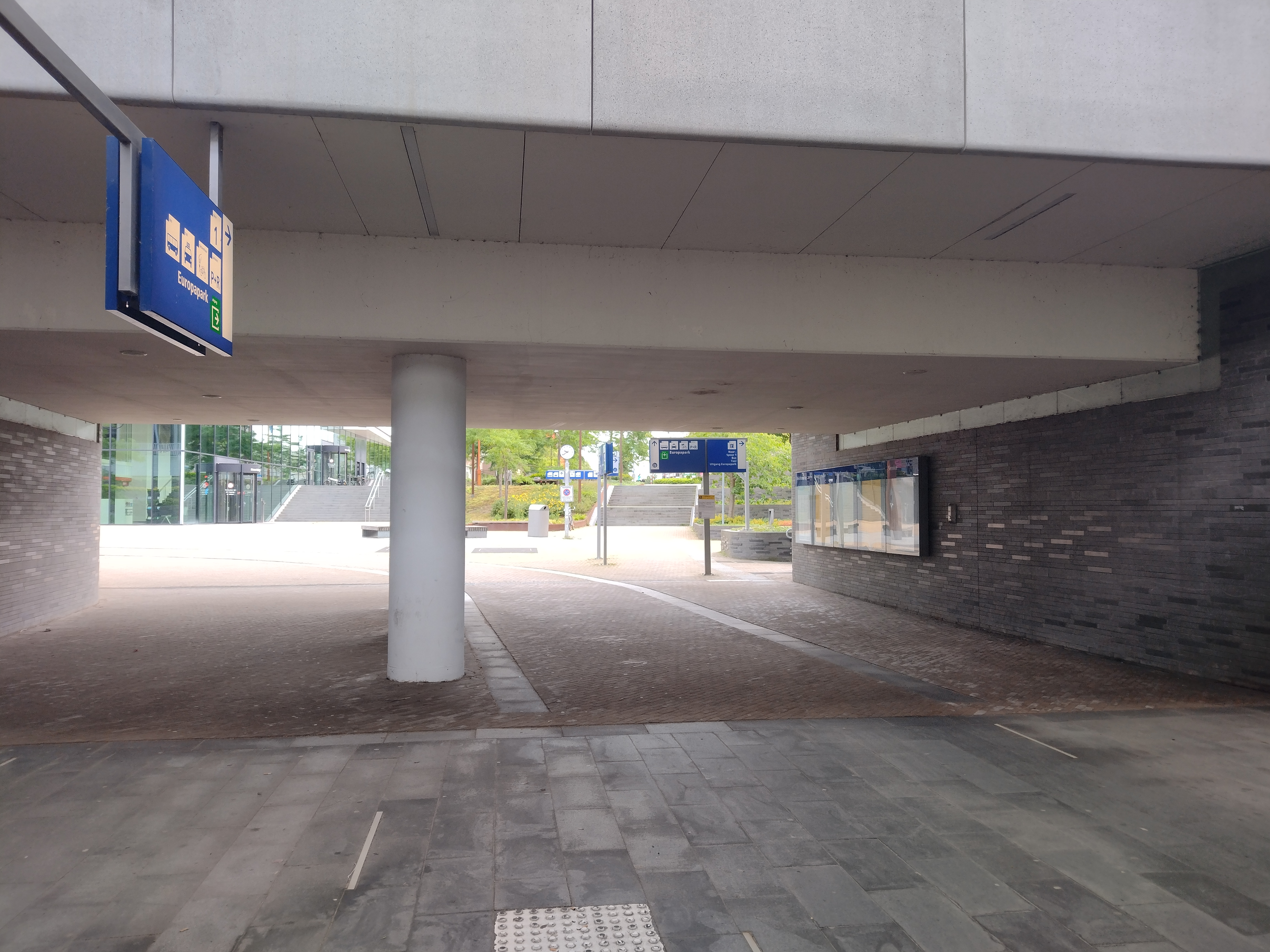
De tunnel onder het station
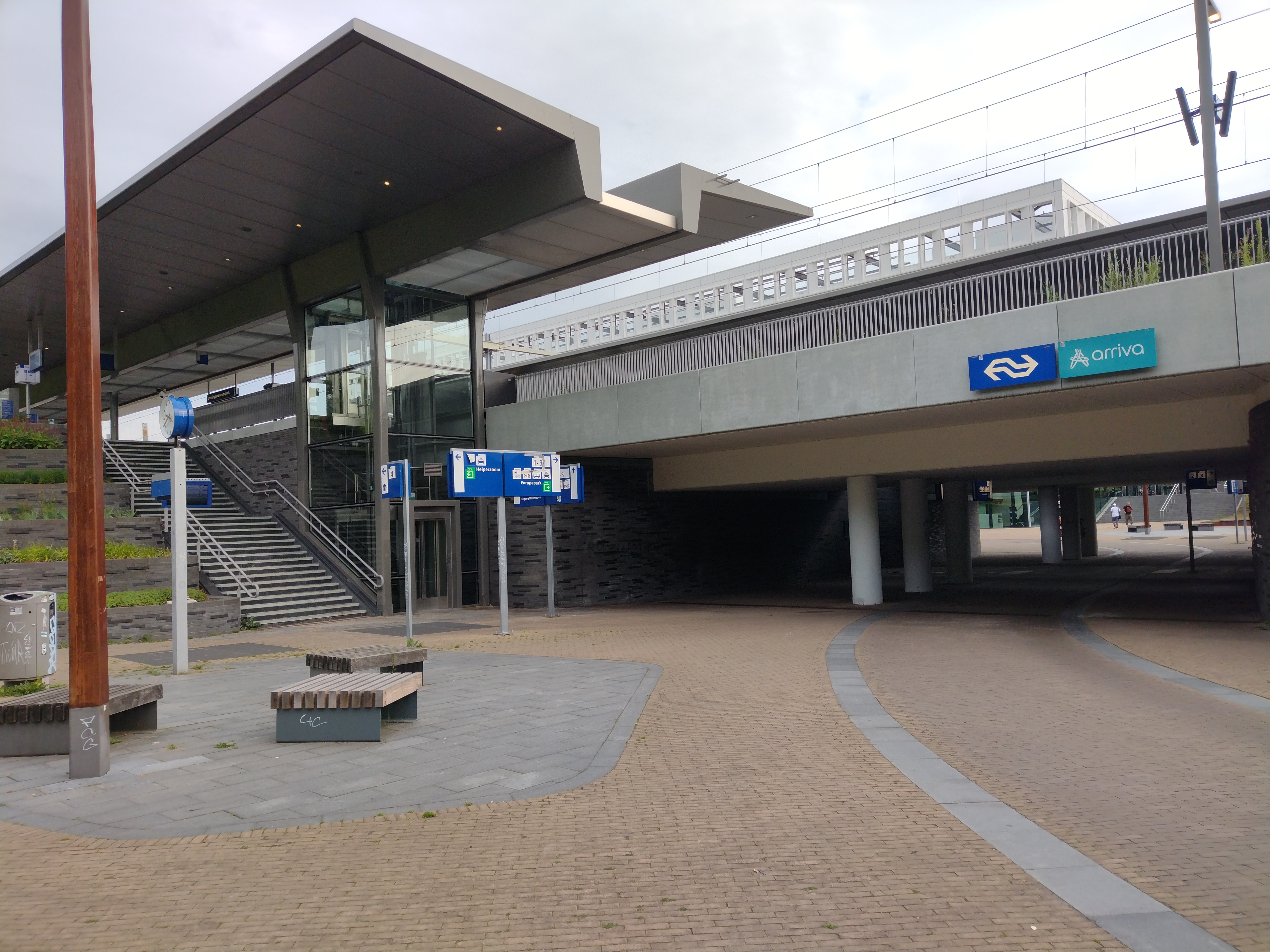
Trap en lift naar een van de perrons
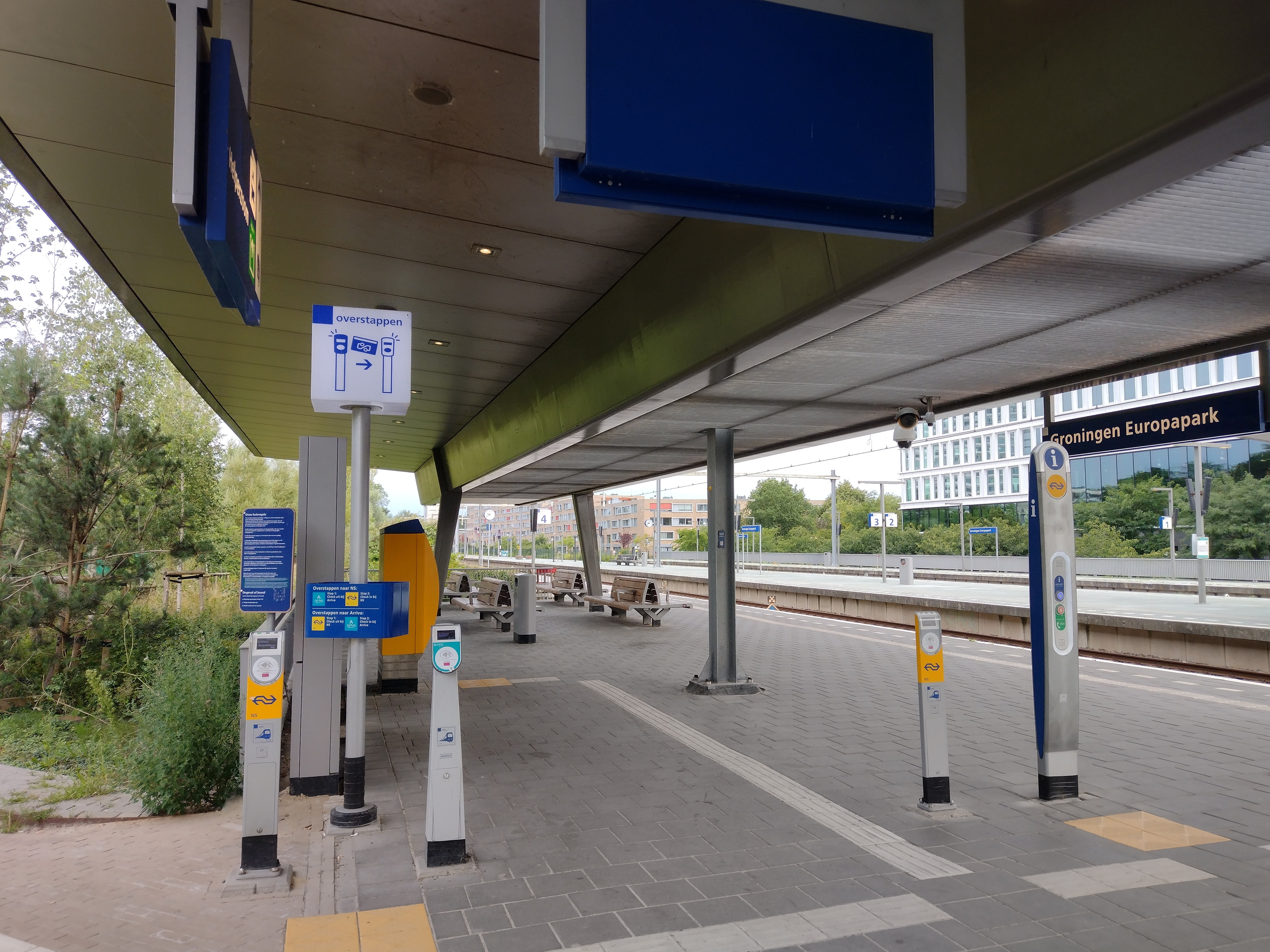
Ov-chipkaartpaaltjes van NS en Arriva op het station
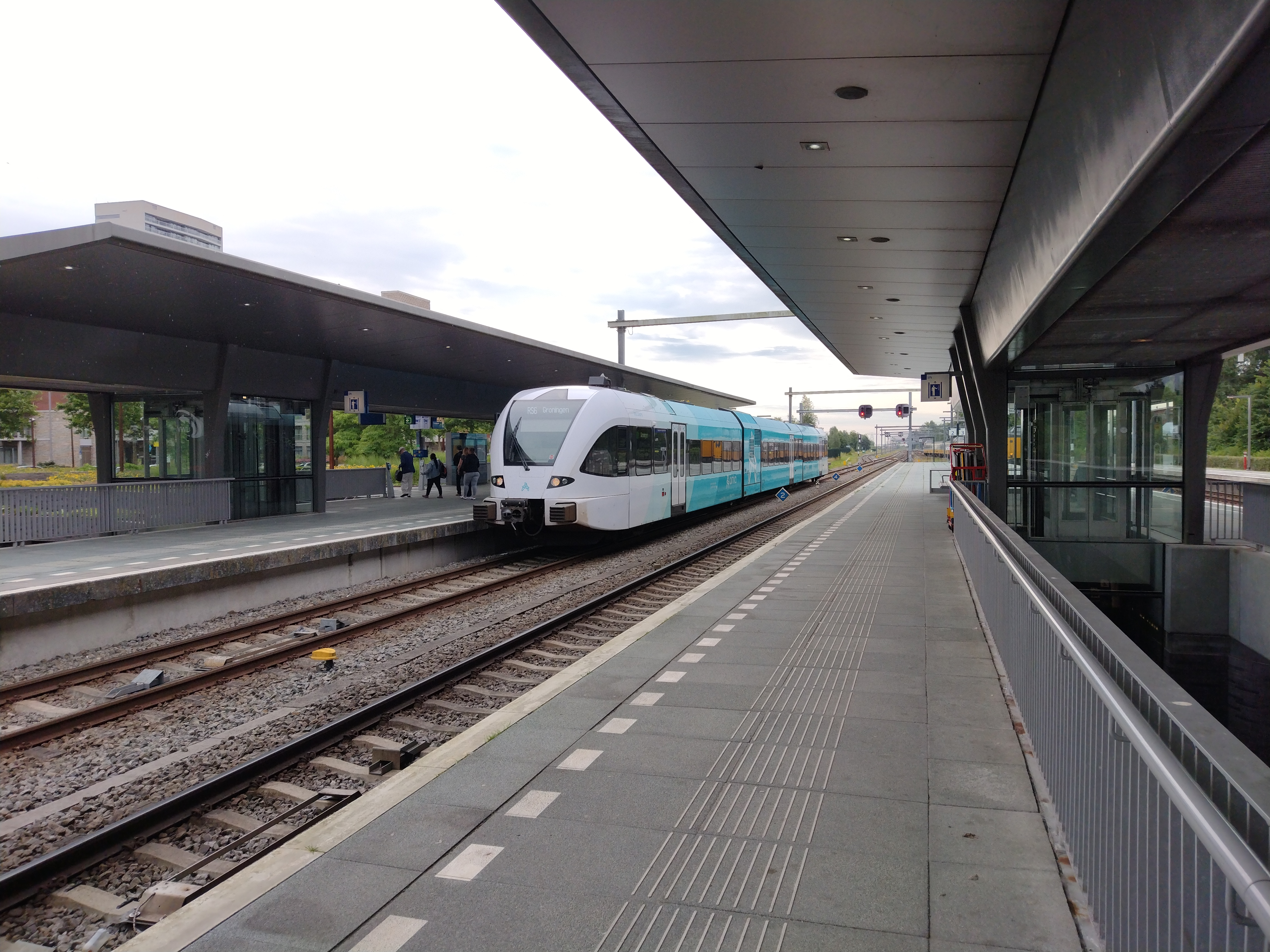
Arriva GTW op het station

## Verbindingen

### Stads- en streekbussen
Op Europapark stoppen de volgende bussen van vervoerder Qbuzz:
Stadsbus
- Q-link 2 (groen): Zuidhorn - P+R Reitdiep - Zernike Campus - Paddepoel - Station Noord - UMCG - P+R Euroborg P3 - Station Europapark
- 8: P+R Hoogkerk - Hoogkerk - Schildersbuurt - Westerhaven - Hoofdstation - De Wijert - Coendersborg - Station Europapark

### Treinen
De volgende treinen stoppen op Europapark:
| Serie            | Treinsoort         | Route                                                                                                  | Bijzonderheden |
| ---------------- | ------------------ | --- | --- |
| 6100             | Sprinter (NS)      | Zwolle – Meppel – Assen – Groningen Europapark – Groningen                                             | |
| 6200             | Sprinter (NS)      | Groningen – Groningen Europapark – Assen                                                               | Rijdt alleen in de spits van maandag t/m donderdag. |
| 20100 RS 6 RB 57 | Stoptrein (Arriva) | Groningen – Groningen Europapark – Zuidbroek – Bad Nieuweschans – Weener – ‒ Leer                      | Ook wel Wiederline genoemd. Vanwege brugschade geen treinverkeer mogelijk tussen Weener en Leer. Op dit traject rijdt lijnbus 620 van Weser-Ems Bus. Er rijden ook Arrivabussen tussen Groningen en Leer v.v. |
| 37300 RE 1       | Sneltrein (Arriva) | Leeuwarden – Groningen – Groningen Europapark                                                          | Stopt 2x/uur in Feanwâlden en alternerend in Buitenpost en Zuidhorn. |
| 37400 RS 1       | Stoptrein (Arriva) | Leeuwarden – Groningen – Groningen Europapark                                                          | Is tijdens de spitsuren gekoppeld aan spitssneltrein RE6 (treinserie 37900). |
| 37500 RS 6       | Stoptrein (Arriva) | Groningen – Groningen Europapark – Zuidbroek – Winschoten – Bad Nieuweschans                           | Rijdt alleen op zondag. |
| 37600 RS 4       | Stoptrein (Arriva) | Eemshaven – Roodeschool – Groningen – Groningen Europapark – Zuidbroek – Winschoten – Bad Nieuweschans | Voor 6:30 uur en na 21:00 uur wordt niet gereden tussen Eemshaven en Roodeschool. Rijdt op zondag niet tussen Groningen en Bad Nieuweschans. Dit trajectdeel wordt dan gereden door treinserie 37500.         |
| 37800 RS 7       | Stoptrein (Arriva) | Delfzijl – Groningen – Groningen Europapark – Zuidbroek – Veendam                                      | Op zondag wordt één keer per uur gereden tussen Groningen en Veendam. Tussen Delfzijl en Groningen rijdt dan stoptrein 37700.                                                                                 |
| 37900 RE 6       | Sneltrein (Arriva) | Groningen – Groningen Europapark – Winschoten                                                          | Rijdt enkel in de spitsuren en is gekoppeld aan stoptrein RS1 (treinserie 37400). |

Na middernacht rijdt de laatste NS sprinter richting Zwolle niet verder dan Assen.

## Ontwikkeling aantal reizigers
Het aantal door NS vervoerde reizigers (per gemiddelde werkdag) ontwikkelde zich sedert 2019 als volgt:
| Jaar | Aantal reizigers |
| ---- | ---------------- |
| 2019 | 1.745            |
| 2020 | 708              |
| 2021 | 905              |
| 2022 | 1.137            |
| 2023 | 1.287            |
| 2024 | 1.705            |

−0,2: Harlingen Haven ·
1,1: Harlingen ·
9,6: Franeker ·
15,5: Dronryp ·
21,9: Deinum ·
24,9: Leeuwarden ·
28,0: Achter de Hoven ·
29,7: Leeuwarden Camminghaburen ·
31,3: Ouddeel ·
34,4: Tietjerk ·
36,1: Hurdegaryp ·
40,2: Feanwâlden ·
43,6: De Westereen ·
46,8: Wildpad ·
47,3: Veenklooster-Twijzel ·
50,9: Buitenpost ·
57,8: Visvliet ·
61,9: Grijpskerk ·
68,7: Zuidhorn ·
72,2: Den Horn ·
75,3: Hoogkerk-Vierverlaten ·
80,4: Groningen ·
82,0: Groningen Europapark ·
88,4: Westerbroek ·
92,4: Kropswolde ·
93,7: Martenshoek ·
95,6: Hoogezand-Sappemeer ·
97,2: Sappemeer Oost ·
98,0: Scholte ·
102,2: Zuidbroek ·
109,7: Scheemda ·
111,5: Heiligerlee ·
114,6: Winschoten ·
121,9: Ulsda ·
126,8: Bad Nieuweschans
0,0: Meppel ·
4,6: Ruinerwold ·
8,4: Koekange ·
14,5: Echten ·
19,8: Hoogeveen ·
29,4: Wijster ·
33,7: Beilen ·
37,8: Oranjekanaal ·
40,5: Hooghalen ·
49,3: Assen ·
56,3: Oudemolen ·
60,1: Vries-Zuidlaren ·
66,4: De Punt ·
71,2: Haren ·
74,2: Groningen Europapark ·
76,9: Groningen
Appingedam · 
Bad Nieuweschans ·
Baflo · 
Bedum · 
Delfzijl · 
-West · 
Eemshaven ·
Grijpskerk · 
Groningen · 
-Europapark ·
-Noord ·
Haren · 
Hoogezand-Sappemeer · 
Kropswolde · 
Loppersum · 
Martenshoek · 
Roodeschool · 
Sauwerd · 
Scheemda · 
Stedum · 
Uithuizen · 
Uithuizermeeden · 
Usquert · 
Veendam · 
Warffum · 
Winschoten · 
Winsum · 
Zuidbroek · 
Zuidhorn
Voormalige stations: zie de lijst van voormalige spoorwegstations in Groningen